# Trochanterbälte
Ett trochanterbälte används för att stödja en kvinnas bäcken som vidgats under slutfasen av graviditeten. Detta gäller särskilt i fall av bristningar i broskfogarna vid foglossning.